# 2001 en Chine
Cet article présente les faits marquants de l'année 2001 en Chine.

## Évènements

### Janvier
- 9 : lancement de la capsule Shenzhou 2.

### Avril
- 1er : collision d'un avion de reconnaissance américain et d'un avion militaire chinois au large d'Hainan

### Juillet
- 16 : signature d'un traité d'amitié avec la Russie

### Août
- 22 au 1er septembre : tenue à Pékin de la 21e universiade d'été.

### Décembre
- 11 : entrée de la république populaire de Chine à l'OMC